# مونیتور پیاوی
مونیتور پایاوی (به انگلیسی: Brazilian monitor Piauí) یک کشتی بود که طول آن ۳۹ متر (۱۲۷ فوت ۱۱ اینچ) بود. این کشتی در سال ۱۸۶۸ ساخته شد.